# 尼古丁
尼古丁，俗称烟碱，是一种发现于茄科植物的强效拟副交感神经生物碱，是香烟的主要化学成分和主要致瘾成分，属于兴奋剂的一种。尼古丁是一种烟碱型乙酰胆碱受体激动剂，而在nAChRα9和nAChRα10上作为受体拮抗剂。尼古丁在茄科植物的根部上合成并蓄积在叶片上。尼古丁发现于烟草的叶子上，在黄花烟草中含量约为2-14%。

## 歷史
尼古丁（Nicotine）的名字，來自菸草這種植物的學名Nicotiana tabacum，而菸草的學名是以一位駐葡萄牙的法國人Jean Nicot de Villemain而命名，1560年時，他將别人从巴西带回来送给他的菸草和種子寄回巴黎，並將之推廣於醫療用途。1828年，德國化學家Posselt和Reimann首次將尼古丁由菸草中分離出來，1843年，Melsens提出尼古丁的化學式，Adolf Pinner於1893年發現尼古丁的結構，1904年A. Pictet和Crepieux成功利用合成的方式得到尼古丁。
1850年，让·赛尔维·斯塔斯协助侦破了博卡尔梅公爵Hippolyte Visart de Bocarmé利用尼古丁的毒性毒杀姐夫古斯塔夫·弗格尼（Gustave Fougnies）一案。

## 基本性質
尼古丁是油狀液態物質，可溶於乙醇、氯仿、乙醚、油，溶於水，尼古丁可滲入皮膚。自由基態的尼古丁燃点低於準點，空氣中低蒸氣壓時，其氣體達308K（35 ℃; 95 ℉）會燃燒。基於這個原因，尼古丁大部分是經由點燃菸品時產生，然而吸入的份量也足夠產生預期的效果。
尼古丁具旋光性，有兩個光學異構物。

## 藥理學

### 藥物動力學
當尼古丁進入體內，會經由血液傳送，並可通過血腦屏障，吸入後平均只需7秒即可到達腦部。尼古丁在人體內的半衰期約為2小時。身體經由吸菸而獲得的尼古丁量，受很多因素影響，包括菸的品質、是否大口吸入、是否使用濾嘴都是影響的原因。口嚼式、口含式和吸入式的菸草等透過含於唇-牙齦間和直接用鼻吸入等方式，尼古丁進入身體的效率較高。肝是主要代謝尼古丁的器官，主管分解的酶為细胞色素P450（主要是CYP2A6，CYP2B6也可作用於尼古丁），代謝物為可替寧。
尼古丁收缩未端细支气管，减少空气进出肺部，反过来，烟雾中的一氧化碳与血红蛋白合并降低其输送氧气的能力。刺激物会引起咳嗽和粘液分泌，阻碍空气流向身体。

### 藥力學
尼古丁作用於烟碱型乙酰胆碱受体，特別是自律神經上的接受器（(α1)2(β4)3）和中樞神經的接受器（(α4)2(β2)3） ，前者位於副腎髓質和其他位置，後者位於中央神經系統。低濃度時，尼古丁增加了這些接受體的活性，尼古丁對於其他神经递质也有小量直接作用。

#### 對中樞神經系統
尼古丁可與烟碱型乙酰胆碱受体結合，强度比乙酰胆碱更好，因此等效于增加了神經递质的量，腦中奖励中心的神经元分泌的多巴胺增加，產生幸福感和放鬆感，最後可能會因吸食而有成癮的現象。而且，尼古丁和乙酰胆碱受体还结合得特别紧，不像乙酰胆碱那样很快被清除掉，它的半减期长达2小时，而乙酰胆碱的半减期仅为1分钟左右。在吸烟者的神经细胞上，乙酰胆碱受体的数量要比一般人多得多，大部分被尼古丁相结合，剩下的与乙酰胆碱结合的受体数量才和一般人的差不多。
菸草燃燒產生的煙中包含了單胺氧化酶抑制劑（Monoamine oxidase inhibitor），單胺氧化酶會分解單胺類神經傳遞物、多巴胺、正腎上腺素和血清素。
透過吸菸長期暴露於尼古丁中的人，尼古丁會正向調節小腦和腦幹中α4β2尼古丁乙醯膽鹼受體。

#### 對週邊神經系統
尼古丁會刺激交感神經，藉由刺激內臟神經影響副腎髓質，釋放腎上腺素。副交感神經節前纖維釋放乙醯膽鹼，作用在菸鹼酸乙醯膽鹼接受器上，使之釋放腎上腺素和正腎上腺素至血液中。

#### 對副腎髓質
尼古丁與腎上腺髓質的菸鹼接受器結合後，會增加血液中腎上腺素的含量。透過與接受器结合，尼古丁使細胞去極化，鈣離子由鈣離子通道流入，鈣離子促使神經細胞以胞泌作用的方式，釋出腎上腺素和正腎上腺素至血液中，血液中腎上腺素增加，造成心跳加快，血壓升高，呼吸加快，就像高血糖的情形一樣。可替寧是尼古丁代謝的副產物，可在血液中存留48小時，可作為檢驗一個人是否吸菸的物質。

## 毒理学
尼古丁对大鼠的半数致死量为50 mg/kg，对小鼠的半数致死量为3 mg/kg，对成年人的半数致死量为0.5–1 mg/kg。因此尼古丁是强致命的毒物。其毒性比其他许多生物碱要强。比如可卡因对小鼠的半数致死量为95.1 mg/kg。尼古丁在烟草吸入之外的独立致癌属性没有得到国际癌症研究机构的确认，因此它並沒有被归入官方的致癌物质。当前可得到的文献认为尼古丁本身并不促进癌细胞在健康组织中的扩展，因此它不是突变原。它和畸胎發生的关联并没有得到足够的研究，但這種關聯一般被认为很微弱甚至没有。尼古丁替代物制造商建议孕妇在医生的指导下使用尼古丁贴或者尼古丁口香糖。但是尼古丁会抑制阿朴奎胺碱（apoquinamine）。后者能排除导致癌变的變異或者损坏的细胞。因此尼古丁是一種間接的致癌物。

## 與循環系統疾病的關聯
尼古丁對整個身體的動脈有非常強大的影響。尼古丁是一種興奮劑，會使血壓上升，因為它會使血管收縮，所以使心臟將血液打進動脈的難度變高。尼古丁也會至使身體將儲存的脂肪和膽固醇釋放至血液中。
有人認為尼古丁會增加纖溶酶原活化物抑制劑第1型（plasminogen activator inhibitor type 1，PAI-1），進而提高罹患血栓的風險，但尚未得到證實。吸菸者體內血漿纖維蛋白的量升高，會進而使高慢性阻塞性肺疾病急性惡化。而可使血栓穩定的凝血因子13，在吸菸者的體內也較高。但不論是這兩個推論尚未證實是否完全是由尼古丁所引起。如果血栓位於動脈，血流會減緩甚至停止，組織缺乏足夠的氧和養份來源，將會在數分鐘內壞死。
四肢血液的週邊循環，也極易受尼古丁影響，發生血管收縮，提高凝血和血栓的風險。
尼古丁會使血管收縮，有礙於陰莖海綿體的充血與勃起，對生殖腺（睪丸與卵巢）及性荷爾蒙機能都會造成衰弱傾向。

## 依賴性
近代的研究顯示，尼古丁會作用於腦部，對腦部產生數種影響。它會影響腦中的獎賞路徑（reward pathways）使吸食者產生愉悅感，接著自然成癮。
多巴胺是參與腦內活動的關鍵神經傳遞物，研究發現獎賞路徑中，尼古丁可作為一種將多巴胺量提高的化學物質。許多研究已證實尼古丁的成癮性高過多數毒品、僅低於古柯鹼和海洛因。如同其他生理上的成癮藥物，戒除尼古丁會降低多巴胺和其他神經傳遞物的合成，於是大腦會試圖去補足這個人為產生的影響，另外菸鹼孔醯膽鹼接受器也減少了，補償機制使大腦又將接受器的數量向上調節，如此一來也抑制了其他的補償機制。整體的影響是提高了獎賞路徑的感受度，與古柯鹼和海洛因相反，這兩者會降低獎賞路徑的感受度。這種腦內神經系統變化，在戒菸管理後數月仍然持續存在。非尼古丁替代療法的戒菸方式，即是利用此種回饋路徑，設計戒菸用藥物。
另外一項研究發現，暴露於尼古丁環境的幼鼠，其多巴胺系統的發育會受阻，這推論出吸菸及二手菸會增加青少年藥物濫用的風險。近來研究指出，暴露於尼古丁環境中的幼鼠長為成鼠後，有憂鬱的傾向。

## 治療用途
尼古丁主要是用於治療尼古丁依賴，以減少因吸菸造成的健康問題。醫療人員給予戒菸者定量的尼古丁，其型式可能為口嚼式、貼片、含片、香菸替代品或鼻腔噴霧劑。
然而，在少數的情形中，吸菸被作為少數疾病的治療方式，這又稱為「吸菸者悖論」。雖然大部分案例中，尼古丁的實際機制作用不大甚至為零。
例如，近來的一項研究支持冠狀動脈再成形術（PCI）後，吸菸者進行血管再暢通性治療的頻率較低。在一定吸菸量的人身上，也較少罹患潰瘍性大腸炎，當吸菸者戒斷後，其風險提高。吸菸也有可能會干擾卡波西氏肉瘤的生成、罹患乳癌的女性攜帶的BRCA基因，子癲癇症、和哮喘，這類的過敏症狀。